# 多裂千里光
多裂千里光（学名：Senecio multilobus）是菊科千里光属的植物，是中国的特有植物。分布在中国大陆的云南等地，生长于海拔2,700米至3,000米的地区，多生长于林缘，目前尚未由人工引种栽培。